# Spraken
Spraken är en sjö i Borlänge kommun i Dalarna och ingår i Dalälvens huvudavrinningsområde. Sjön har en area på 0,0686 kvadratkilometer och ligger 142,5 meter över havet.

## Delavrinningsområde
Spraken ingår i det delavrinningsområde (669937-147470) som SMHI kallar för Ovan Sobäcken. Medelhöjden är 177 meter över havet och ytan är 5,72 kvadratkilometer. Räknas de 23 avrinningsområdena uppströms in blir den ackumulerade arean 162,9 kvadratkilometer. Norån som avvattnar avrinningsområdet har biflödesordning 3, vilket innebär att vattnet flödar genom totalt 3 vattendrag innan det når havet efter 217 kilometer. Avrinningsområdet består mestadels av skog (38 procent), öppen mark (17 procent) och jordbruk (42 procent). Avrinningsområdet har 0,05 kvadratkilometer vattenytor vilket ger det en sjöprocent på 0,9 procent.